# Meet the Temptations
Meet the Temptations ist ein Album von den Temptations.
Erst drei Jahre nach ihrer Vertragsunterzeichnung bei Berry Gordy veröffentlichten die Temptations ihre erste LP. Meet the Temptations ist deshalb hauptsächlich eine Kompilation von Aufnahmen aus diesen drei Jahren.
Daher ist auf dem Album (mit einer Ausnahme) die Urformation der Temptations zu hören, also Elbridge Bryant, Melvin Franklin, Eddie Kendricks, Otis Williams und Paul Williams. Lediglich bei The Way You Do the Things You Do wird Bryant bereits von David Ruffin ersetzt, nachdem es intern zu Konflikten zwischen Bryant und dem Rest der Band gekommen war.
The Way You Do the Things You Do, mit der Leadstimme von Falsettsänger Eddie Kendricks, wurde auch der erste große Hit der Gruppe. Für den Großteil des Albums übernimmt allerdings Bariton/Tenor Paul Williams die Leadstimme dieses frühen Motown-Werkes, in dem der typische Motown-Sound noch nicht ganz gefunden ist, Gesang und musikalische Begleitung aber schon den späteren Maßstäben entsprechen.
Da Meet the Temptations anfangs nur in Mono veröffentlicht wurde, erschien im Januar 1966 auch eine Stereoversion.

## Titelliste
1. The Way You Do the Things You Do (2:45)
(William Robinson / Robert Rogers)
produziert von William Robinson
Lead: Eddie
2. I Want a Love I Can See (2:32)
(William Robinson)
produziert von William Robinson
Lead: Paul
3. Dream Come True (2:56)
(Berry Gordy Jr.)
produziert von Berry Gordy Jr.
Lead: Eddie
4. Paradise (2:52)
(Berry Gordy Jr.)
produziert von Berry Gordy Jr.
Lead: Eddie
5. May I Have This Dance (2:12)
(Jamie Bradford / Norman Whitfield)
produziert von Berry Gordy Jr.
Lead: Eddie
6. Isn’t She Pretty (2:45)
(Otis Williams / Eddie Kendrick / Berry Gordy Jr.)
produziert von Berry Gordy Jr.
Lead: alle
7. Just Let Me Know (2:56)
(Berry Gordy Jr.)
produziert von Berry Gordy Jr.
Lead: Paul
8. Your Wonderful Love (2:51)
(Berry Gordy Jr.)
produziert von Berry Gordy Jr.
Lead: Paul
9. The Further You Look, the Less You See (2:21)
(Norman Whitfield / William Robinson)
produziert von Norman Whitfield
Lead: Paul
10. Check Yourself (2:47)
(Otis Williams / Melvin Franklin / Elbridge Bryant / erry Gordy, Jr.)
produziert von Berry Gordy Jr.
Lead: Paul
11. Slow Down Heart (2:35)
(William Robinson)
produziert von William Robinson
Lead: Paul
12. Farewell My Love (2:28)
(Berry Gordy Jr.)
produziert von Berry Gordy Jr. und William Robinson
Lead: Paul
13. Oh, Mother of Mine (2:20) (Bonus Track der CD-Veröffentlichung)
(William Stevenson / Otis Williams)
produziert von Andre Williams und William Stevenson
Lead: Paul
14. Romance Without Finance (2:48) (Bonus Track der CD-Veröffentlichung)
(William Stevenson / Eddie Kendricks)
produziert von Andre Williams und William Stevenson
Lead: Paul

## Veröffentlichte Singles
Check Yourself
veröffentlicht 1961; keine Chartplatzierung
Dream Come True
veröffentlicht 1962; #22 R&B
Paradise
veröffentlicht 1962; keine Chartplatzierung
I Want a Love I Can See
veröffentlicht 1963; keine Chartplatzierung
Farewell My Love
veröffentlicht 1963; keine Chartplatzierung
The Way You Do the Things You Do
veröffentlicht am 23. Januar 1964; #11 Pop